# Ischnoptera ligula
Ischnoptera ligula es una especie de cucaracha del género Ischnoptera, familia Ectobiidae. Fue descrita científicamente por Rehn & Hebard en 1927.
Habita en América Central.